# 큐로보
큐로보(qrobo)는 시맨틱 기반으로 개발된 대한민국의 검색엔진 서비스이다. 주식회사 큐로보는 자본금 100억7천7백2십9만5천원, 발행 주식 수 총 2천만1십5만4천5백9십주의 법인이다. qrobo의 q는 영어 cue 또는 question을 의미하고, robo는 영어 robot을 의미하여, 로봇에게 물어보다는 뜻을 가졌다. 1996년도부터 조광현이 뉴텍 기업부설연구소에서 개발하기 시작하였으며, 2006년 4월부터 큐로보 개발 및 서비스 제공사는 ㈜시맨틱스이다. 이후 ㈜시맨틱스는 사명을 ㈜큐로보로 변경하였다. 2015년 9월 현재 검색서비스는 중지되었으며, 축적한 기술을 통해 새로운 서비스를 준비하고 있다.

## 특징
시맨틱 웹 표준을 사용하지 않고, 독립된 상업용 시맨틱(semantic) 표준을 가지고 있으며, 소프트웨어 하드웨어 관련기술 특허를 50여건 보유한 대한민국 기술이다.
- 인터넷 상의 온톨로지를 자동 추출한다.
- 일반적으로 알려진 형태소분석기를 사용하지 않는다.
- 단어사전이나 시소러스를 사용하지 않는다.
- 일반적인 한국어, 영어, 일본어와 같은 언어기반이 아닌 수치언어기반 기술이다.
- 큐로보전용 OS인 시맨눅스(SemanNux)는 50Mbytes 미만의 초경량 OS로 검색전용 명령어의 집합체이다.
- 큐로보랙과 큐로보블레이드서버는 큐로보 검색 서비스를 위한 전용 하드웨어로 전용 비표준랙 1대 기준으로 최대 200대의 서버를 설비할 수 있다.

## 원리
모든 단어를 수치로 변환하여 단어와 단어사이의 관계를 수학공식으로 분석하는 과정을 기본 원리로 사용한다. 큐로보는 단어사전과 형태소분석기 등과 같은 언어처리기술을 이용하지 않고, 이 수치문법을 이용한다.

## 3세대 로봇 검색엔진
로봇(에이전트, agent)검색엔진은 지금 3세대에 이르고 있다.
- 1세대 로봇 검색엔진은 빠른 [크롤링]과 방대한 정보의 양이 가장 중요한 요소였고, 대표적으로 알타비스타가 있다.
- 2세대 로봇 검색엔진은 방대한 정보 가운데 양질의 정보를 찾아주는 것이 가장 중요한 요소였고, 대표적으로 구글이 있다.
- 3세대 로봇 검색엔진은 정보의 의미를 분석할 수 있는 시맨틱(semantic) 기술이 가장 중요한 요소가 되고 있다.

이 3세대 로봇 검색엔진에는 미국의 www.hakia.com, www.powerset.com 등이 있는데, 하키아는 반자동화된 시맨틱 기술을 통해 분류된 결과를 보여주며, 파워셋은 위키백과와 같은 엄선된 정보를 가지고 있는 사이트의 정보들을 기반으로 검색결과의 의미분석을 하고 있다. 반면, 큐로보는 자동화된 시맨틱기술을 기반으로 3세대 로봇 검색엔진을 공개하고 있다.

## 역사
- 2005년 2월 코이넨(Koinen)이란 프로젝트 명으로 다국어 검색 기술 개발 계획을 발표하였다.
- 2006년 4월 왓즈에스(WhatsS)란 프로젝트 명으로 시맨틱 플랫폼 개발 계획을 발표하였다.
- 2007년 9월 코이넨 프로젝트와 왓즈에스 프로젝트의 통합 산출물인 큐로보의 데모버전을 공개하였다.
- 2008년 3월 7일 독일 세계IT쇼 CeBIT 2008에서 상용 시맨틱 검색엔진 기술을 [깨진 링크(과거 내용 찾기)]공개 발표하였다.
- 2008년 3월 29일 큐로보 알파서비스를 공개하였다.
- 2008년 4월 22일 모바일검색, 블로그검색, 개인화검색 알파서비스가 추가되었다.
- 2008년 6월 17일 OECD장관회의 IT행사 WIS2008에서 베타서비스를 공개하였으며, 회원 가입 없이 사용할 수 있게 되었다.
- 2008년 6월 17일 비주얼큐로보 알파서비스가 추가되었다.
- 2008년 7월 10일 베타서비스 첫 번째 리뉴얼을 하였다.
- 2008년 9월 10일 모바일 아이폰 버전을 공개하였다.
- 2008년 10월 15일 베타서비스 두 번째 리뉴얼을 하였다.
- 2008년 10월 31일 큐로보 일본어 서비스 알파 테스트 버전을 공개하였다.
- 2009년 3월 31일 워드프레스 기반 블로그 서비스인 큐로보프레스 베타 서비스를 공개하였다.
- 2009년 3월 31일 큐로보 정식버전 오픈 예정이었으나 현재까지 연기 중이며, 미리보기 서비스인 큐로보인사이드 를 공개하였다.
- 2009년 4월 28일 충남테크노파크에 큐로보 다국어 검색 서비스를 위한 자체 인터넷 데이터센터를 오픈하고, 서버 1만대 규모 구축을 공개하였다.
- 2009년 5월 15일 워드프레스 기반 블로그 서비스인 큐로보프레스 일본어판 알파 서비스를 공개하였다.
- 2009년 5월 31일 큐로보 한국어 서비스 정식버전 큐로보 1.0을 오픈하였다.
- 2009년 7월 31일 큐로보 일본어 서비스 클로즈드 베타 테스트 버전을 공개하였다.
- 2010년 3월 15일 CPU 3,000개를 탑재한 큐로보 슈퍼컴퓨터 구동을 공개하였다.
- 2010년 7월 19일 큐로보 기술을 엔터프라이즈에 응용할 수 있는 API 기술을 공개하였다.
- 2010년 9월 5일 큐로보 기술을 이용한 시맨틱 의학정보 시스템을 공개하였다.
- 2011년 1월 31일 RGB코드와 온톨로지를 이용한 시맨틱 컬러 검색을 공개하였다.
- 2011년 2월 21일 로봇으로 컨텐츠를 자동 편집하는 로봇포탈 서비스를 공개하였다.
- 2011년 3월 15일 큐로보 자체기술로 개발된 초당 30억회 연산이 가능한 슈퍼컴퓨터기술을 공개하였다.
- 2011년 4월 20일 큐로보 2.0 서비스를 공개하였다.

## 언론

### 2013년
전자신문 - 큐로보, 미(美)GEFA와 계약… 글로벌 공동브랜드 사업 첫 성과
머니투데이 - 서울 공대-큐로보, 빅데이터+공간정보 결합 서비스 공동 개발

### 2012년
머니투데이 - 네오브이, 큐로보와 손잡고 웹문서 검색결과 무료 제공
IDG Network - 큐로보, 스마트기기 확산에 맞춘 ‘터치형 UI 큐로보’ 출시
디지털타임스 - 큐로보, 트위터 분석 `소셜카운드` 서비스
한경닷컴 (큐로보)폴리카운트로 총선 '트위터 민심' 생중계 합니다

#### 큐로보 트위터 분석을 이용한 언론
전자신문 미래기술연구센터(ETRC)와 큐로보가 공동분석 - 총선 이슈 파장, `SNS` 트윗 건수로 입증
한국경제신문과 큐로보가 공동분석 - 총선 D-5 '막말' 김용민, 트위터서 '뭇매'
한국경제신문과 큐로보가 공동분석 - 총선 D-12 표절 논란 문대성, 트위터 점유율 1위[[[총선 D-12] '표절 논란' 문대성, 트위터 점유율 1위]]
국민일보와 큐로보가 공동분석 - 트위터 지수로 본 총선 ‘트윗 점유율’ 이정희·손수조 順

### 2011년
매일경제 - 공공기관 검색엔진은 `뒤죽박죽
전자신문 - 디시인사이드, 큐로보와 손잡고 하이브리드 검색 제공
매일경제 - IT한국, SW홀대로 20년만에 최대위기
매일경제 - 조광현 큐로보 사장, 토종검색엔진으로 구글·MS에 도전
연합뉴스 - 검색엔진 큐로보, 지식경제부장관상 대상 수상
Aving - 국내의 잠재된 얀덱스, 한국의 구글 '큐로보'
연합뉴스 - 큐로보, 시맨틱 기반 원천기술 부문 최우수상
동아일보 - 문맥 추리하는 검색 ‘큐로보’
한국경제 - 2011 대한민국 기술혁신 경영대상
한겨레 - 시맨틱스 인공지능 검색엔진 큐로보 론칭
Aving - 검색결과 품질테스트, 네이버와 구글보다 새내기 큐로보가 더 정확해
연합뉴스 - 모바일 시맨틱 검색 '큐로보 모바일' 출시
연합뉴스 - 시맨틱스, 의학검색엔진 메디큐로보 기술 공개
Aving - 시맨틱스, 초당 30억건 연산처리-초대형 '큐로보 슈퍼컴퓨터' 기술 공개

### 2010년
연합뉴스 - ㈜시맨틱스, 300만 달러 수출탑 수상
연합뉴스 - 글로벌 검색 엔진 '큐로보', 기업용 API 공개
연합뉴스 - 큐로보차이나, 중국 검색 시장 진출 가시화
한국경제 - 시맨틱스,중국 심양시와 3000만달러 합작의향서 체결
연합뉴스 - 시맨틱스, 중국 심양정부와 투자의향서 체결
전자신문 - 제4차 국가고용전략회의 MB, 시맨틱스 현장 방문 스케치
연합뉴스 - 증권전문사이트에 시맨틱 검색 첫 선

### 2009년
한경TV - 네프로아이티, 시맨틱 검색 Qrobo (Japan)서비스 개시 보관됨 2015-09-29 - 웨이백 머신
머니투데이 - 특징주 네프로아이티 ↑ 日검색시장 진출기대
이투데이 - 네프로아이티, 시맨틱 검색엔진 일본 최초로 선보여
네프로아이티, 日기업으론 24일 첫 상장
동아일보 - 네이버 나와봐! 구글 꿇어!… 3색 ‘검색 벤처’의 무한도전
전자신문 - 시맨틱 검색 시대 열리나 큐로보 31일 선봬… SK컴즈도 적극 육성 계획
Aving - 시맨틱스, 아시아최대 IDC구축 및 투자 MOU 체결
디지털타임스 - 시맨틱스, 그린IDC 구축

### 2008년
동아일보 - MS-구글에 도전장 내민 한국 토종업체들
아크로펜 - 시맨틱스 지능형 검색기술, 우수특허제품 대상 수상
전자신문 - 시맨틱스, 일본 검색 시장에 첫 도전
디지털타임스 - DT발언대 키워드 검색 뛰어넘을 신병기 개발을
전자신문 - 시맨틱스, 아이폰버전 검색 엔진 출시
에이빙 - 시맨틱스, 세계 최초 모바일 검색서비스 공개]
주간경향 - 차세대 검색 서비스 무서운 신예들
국산 검색엔진 日 상륙 - 네프로아이티 코스닥 상장 예비심사청구서 증권선물거래소 제출
문화일보 - IT벤처 시맨틱스, 구글에 도전장
아이티데일리 - World IT Show 2008 큐로보, 국내 검색시장 변화 몰고오나
전자신문 - WIS 2008 통신·검색엔진 KT, SKT, 시맨틱스
전자신문 - 시맨틱웹 내일 WIS서 세계 첫선
아시아경제 - 생각하는 검색엔진 시맨틱 웹 세계 첫 상용화
전자신문 - 인식기반 검색엔진 국내 포털 도입
HANNOVER, Germany - 시맨틱스, 세계최초 상용화 시맨틱 검색엔진 공개
전자신문 - 이 사람 시맨틱스 조광현 사장
매일경제 - 시맨틱스의 똑똑한 검색엔진

## 현재
2015년 9월 큐로보 서비스는 중단되어 있으며, 신규 서비스가 준비중에 있다.